# 28533 Iansohl
28533 Iansohl è un asteroide della fascia principale. Scoperto nel 2000, presenta un'orbita caratterizzata da un semiasse maggiore pari a 2,3476822 UA e da un'eccentricità di 0,1636278, inclinata di 1,37719° rispetto all'eclittica.